# Partner (sieć handlowa)

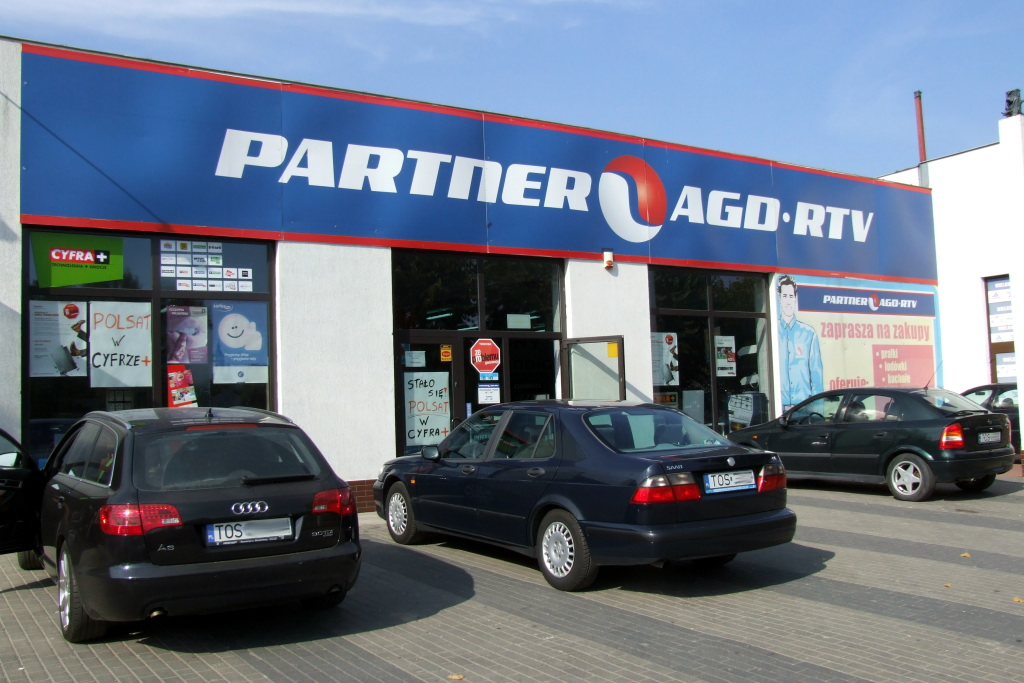
Sklep sieci Partner AGD RTV w Ostrowcu Świętokrzyskim

Partner AGD RTV – polska sieć elektromarketów, ma w asortymencie sprzęt RTV oraz AGD. Posiada blisko 200 sklepów w ponad 170 miastach Polski. Sieć przestała istnieć pod koniec 2019 roku firma zarządzająca Tajmax ogłosiła upadłość.